# Сарытау (Алматинская область)
Сарытау (каз. Сарытау) — село в Енбекшиказахском районе Алматинской области Казахстана. Входит в состав Асинского сельского округа. Код КАТО — 194037700.

## Население
В 1999 году население села составляло 53 человека (24 мужчины и 29 женщин). По данным переписи 2009 года, в селе проживали 64 человека (23 мужчины и 41 женщина).